# Каратыгин, Андрей Васильевич
Андре́й Васи́льевич Караты́гин (4 (15) апреля 1774 — 26 декабря 1826 (7 января 1827)) — русский актёр школы Дмитревского.
Сын придворного садовника Василия Петровича Каратыгина. Учился в Петербургской театральной школе, где сначала был учеником балетного класса Джузеппе Канциани, а затем перешёл в класс декламации к Ивану Дмитревскому. Сразу после выпуска в 1794 году женился на другой выпускнице Дмитревского, актрисе Александре Перловой (настоящая фамилия — Полыгалова). В семье было пятеро детей. Сыновья Александр и Владимир стали чиновниками, а Пётр и Василий, как и родители, стали драматическими актёрами.
В театре Андрей Каратыгин занял амплуа птиметров, играя в комедиях молодых повес и щёголей. Умный и наблюдательный артист был одно время режиссёром Санкт-Петербургской русской драматической труппы. В своих записках, которые он вёл с 1794 года и до самой своей смерти, Каратыгин ежедневно отмечал всё происходившее на русской сцене. Его тетрадями воспользовался Пимен Арапов для своей «Летописи русского театра» и сын Пётр Каратыгин — для своих «Записок». В доме Каратыгина часто устраивались домашние спектакли. На основании материалов из журналов Каратыгина составлена его внуком, Петром Каратыгиным, статья «Русский театр в царствование Александра I» («Русская старина», 1880).